# Finntroll
Finntroll este o formație de folk metal / black metal înființată în 1997 în Helsinki, Finlanda de către Jan "Katla" Jämsen (vocal) și Teemu "Somnium" Raimoranta (chitară). Numele formației provine de la o veche legendă finlandeză în care un grup de preoți suedezi veniți în Finlanda pentru creștinarea populației indigene au fost atacați de un om sălbatic care a ucis majoritatea preoților; puținii supraviețuitori ai masacrului s-au întors în Suedia ducând cu ei legenda trolului finlandez.
În peste 10 ani de existență formația a lansat 6 albume de studio și 3 EP-uri.

## Istoric
Se spune că celor doi membri fondatori ai formației, Katla și Somnium, le-a venit ideea de a înființa formația după ce amândoi consumaseră băuturi alcoolice. De atunci și până în prezent stilul muzical al formației a rămas aproape neschimbat, un amestec de black metal (fără simbolistica satanistă) și folk metal, mai exact o variantă specific finlandeză a muzicii polka numită humppa. În 1998 Finntroll a înregistrat și a lansat unicul lor demo, Rivfader. E interesant de menționat faptul că Rivfader a devenit, în timp, un personaj recurent; el e regele-șaman al trolilor și conducătorul războiului pe care aceștia îl poartă împotriva creștinismului. Tot în 1998 s-au alăturat formației Skrymer (chitară), Trollhorn (sintetizator), Tundra (chitară bas) și Beast Dominator (baterie). În această formulă Finntroll a lansat în 1999 albumul de debut Midnattens widunder prin casa de discuri Spikefarm Records, o subsidiară Spinefarm Records. În 2000 Finntroll a participat la festivalul Tuska Open Air din Finlanda. În 2001 Finntroll a participat pentru prima dată la festivalul Wacken Open Air din Germania, iar în septembrie 2001 a fost lansat cel de-al doilea album, Jaktens tid. Albumul a beneficiat de recenzii pozitive, fiind remarcat în special stilul muzical inovator, vioi și intens. Aceste recenzii pozitive s-au reflectat și în topul finlandez, unde albumul s-a clasat pe locul 20.
În 2002 Katla a fost nevoit să părăsească formația din cauza unei tumori care îi afectase corzile vocale; în locul lui a venit Tapio Wilska. În 16 martie 2003 Somnium a murit în urma unui accident; concluzia autorităților finlandeze a fost că acesta se afla sub influența băuturilor alcoolice și a căzut de pe un pod din Helsinki. Mika Luttinen de la formația Impaled Nazarene, din care făcea parte și Somnium, a afirmat că de fapt fusese o sinucidere. Astfel, în decurs de doi ani, Finntroll și-a pierdut ambii membri fondatori. Însă formația a continuat, în locul lui Somnium venind Routa, inițial ca membru temporar apoi ca membru permanent. În aprilie 2003 a fost lansat primul EP al formației, Visor om slutet; acest EP este dedicat lui Somnium. În aprilie 2004 Finntroll a lansat în aceeași zi cel de-al doilea EP, Trollhammaren, și cel de-al treilea album, Nattfödd. Pentru melodia Trollhammaren de pe acest album s-a filmat primul videoclip al formației.Pentru promovarea albumului formația a participat, ca și cap de afiș, la un turneu european împreună cu Ensiferum. În 2005 Finntroll a susținut un turneu european împreună cu Naglfar și a participat din nou la festivalurile Tuska Open Air și Wacken Open Air. În 2006 formația l-a concediat pe solistul vocal Tapio Wilska. În locul lui a venit Vreth, acesta fiind recomandat membrilor formației de către Katla. Tot în această perioadă Katla a început să se implice din nou în activitatea formației, el devenind principalul textier. 

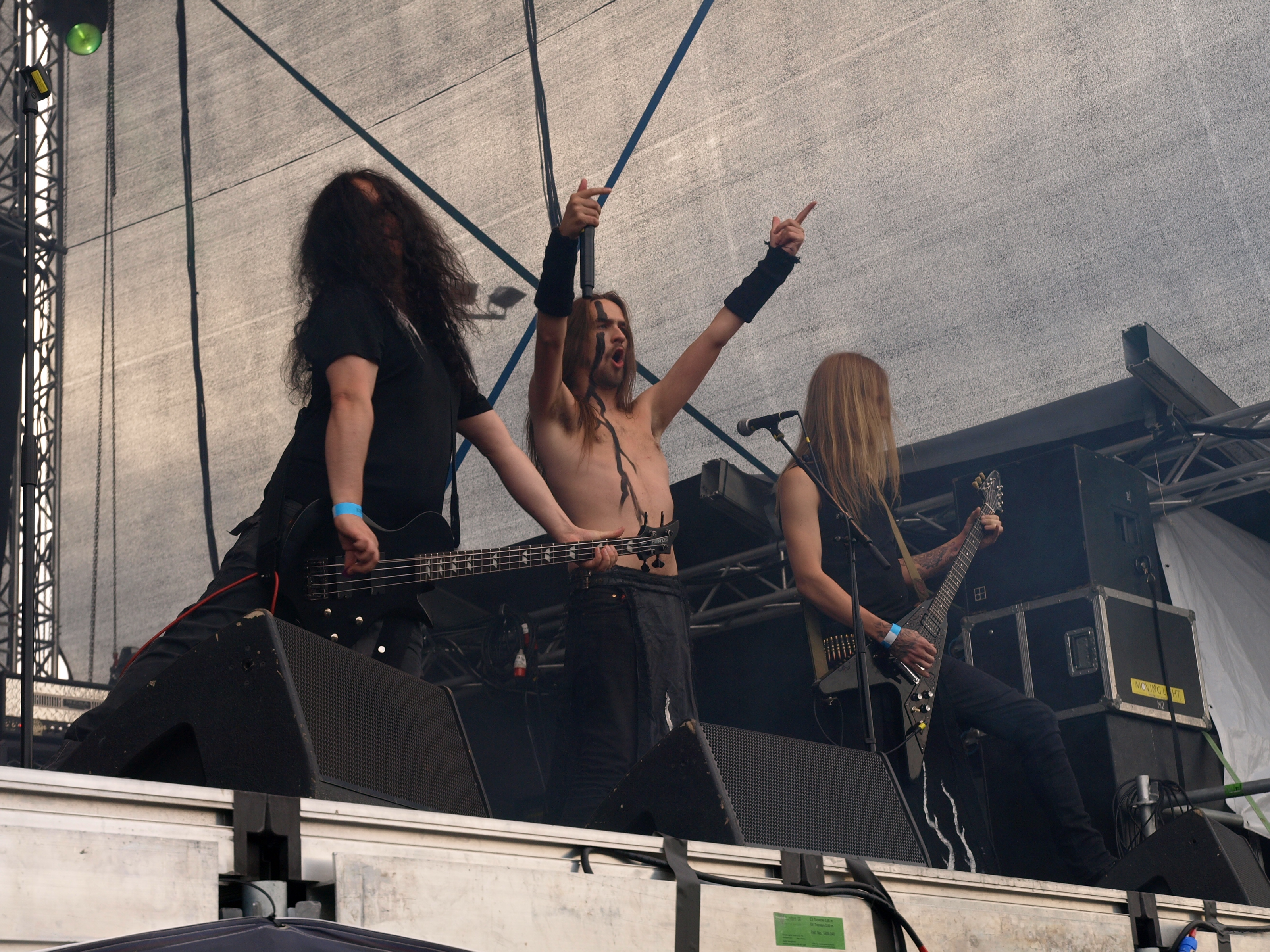
Finntroll la Myötätuulirock (2011)

În martie 2007 a fost lansat cel de-al patrulea album, Ur jordens djup. În 29 noiembrie 2008 Finntroll a concertat pentru prima dată în România în cadrul festivalului Rock'N'Iasi. În septembrie 2009 Finntroll a întrerupt colaborarea cu Spinefarm Records și a semnat un contract pentru trei albume cu casa de discuri germană Century Media Records. Tot în 2009 s-a alăturat formației Virta (sintetizator) ca membru permanent; acesta era în anturajul formației încă din 2005, de când Trollhorn nu mai participă la turnee. În februarie 2010 a fost lansat cel de-al cincilea album, Nifelvind. În cursul anului 2011 Finntroll a concertat intensiv: în februarie și martie în Statele Unite și Canada în cadrul turneului Finnish Metal Tour împreună cu Ensiferum, tot în martie în Australia, în mai în America de Sud, pe parcursul verii în cadrul unor festivaluri, iar în septembrie și octombrie în cadrul turneului european Heidenfest împreună cu Turisas. În martie 2013 a fost lansat cel de-al șaselea album, Blodsvept; în prealabil formația lansase și cel de-al treilea EP, titlul acestuia fiind identic cu cel al albumului. Pentru promovarea albumului Finntroll a susținut turneul european Blodsvept Over Europe Tour împreună cu Týr; acest turneu a trecut și prin România, formația concertând în Timișoara și București. 

## Trivia
Cu toate că formația e din Finlanda și toți membrii sunt finlandezi (inclusiv foștii membrii), Finntroll cântă exclusiv în suedeză. Acest lucru se explică prin faptul că textierul formației, Katla, face parte din minoritatea fino-suedeză; același lucru e valabil și în cazul lui Vreth, în trecut cei doi fiind chiar colegi într-o școală cu predare în limba suedeză. De asemenea membrii formației consideră că suedeza e mai melodică și se potrivește mai bine cu stilul muzical adoptat. Întrebat dacă Finntroll va cânta vreodată în engleză, Vreth a răspuns că acest lucru nu se va întâmpla niciodată pentru că ar distruge spiritul formației.

## Discografie

### Albume de studio
- Midnattens widunder (1999)
- Jaktens tid (2001)
- Nattfödd (2004)
- Ur jordens djup (2007)
- Nifelvind (2010)
- Blodsvept (2013)
- Vredesvävd (2020)

### EP-uri
- Visor om slutet (2003)
- Trollhammaren (2004)
- Blodsvept (2013)

### Demo-uri
- Rivfader (1998)

## Video

### Videoclipuri
- Trollhammaren (2004)
- Nedgång (2007)
- Solsagan (2010)
- Under Bergets Rot (2010)
- Ett Norrskensdåd (2010)
- Häxbrygd (2013)

## Membrii formației

### Membri actuali
- Skrymer (Samuli Ponsimaa) - chitară (1998 - prezent)
- Trollhorn (Henri Sorvali) - sintetizator (1998 - prezent)
- Tundra (Sami Uusitalo) - chitară bas (1998 - prezent)
- Beast Dominator (Samuel Ruotsalainen) - baterie (1998 - prezent)
- Routa (Mikael Karlbom) - chitară (2003 - prezent)
- Vreth (Mathias Lillmåns) - vocal (2006 - prezent)
- Virta (Aleksi Virta) - sintetizator (2009 - prezent)

### Foști membri
- Katla (Jan Jämsen) - vocal (1997 - 2002)
- Somnium (Teemu Raimoranta) - chitară (1997 - 2003)
- Tapio Wilska - vocal (2002 - 2006)